# Marseillezeep

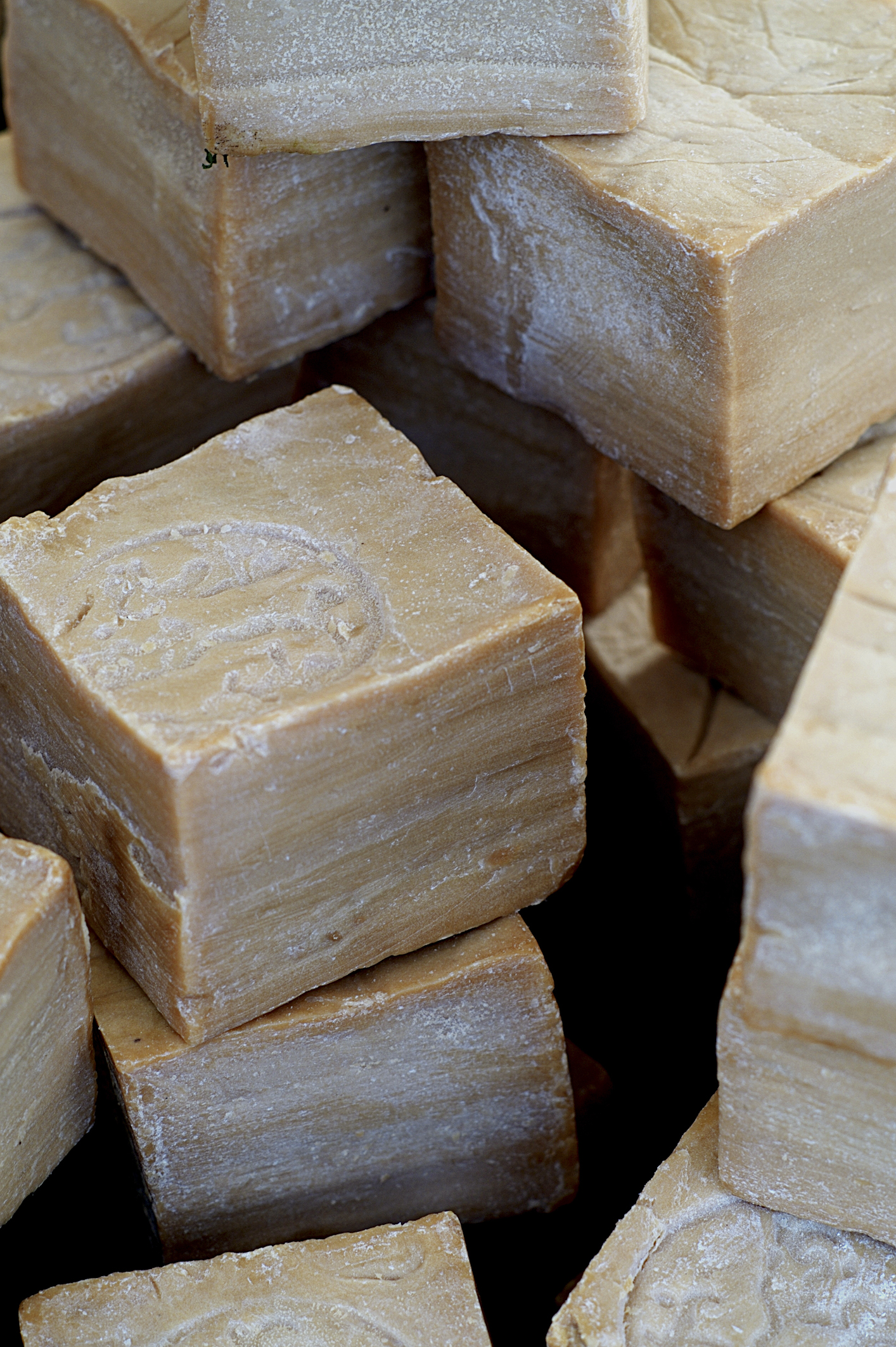
Blokken traditionele, handvervaardigde marseillezeep

Marseillezeep is een zeep op basis van olijfolie, water en loog die zeker sinds de 14e eeuw in en rondom de Franse stad Marseille wordt vervaardigd. Marseillezeep wordt gebruikt als lichaamszeep en als schoonmaakmiddel.
Traditioneel worden olijfolie, zeewater en as van zeeplanten verhit in een grote ketel en dagenlang geroerd. De mengeling wordt in mallen gegoten en gesneden als de zeep nog zacht is, waarna ze verder opstijft. Dit hele proces kan tot een maand duren. Het eindproduct is een groene, harde zeep, te vergelijken met aleppozeep. Aan traditionele marseillezeep wordt geen parfum toegevoegd.

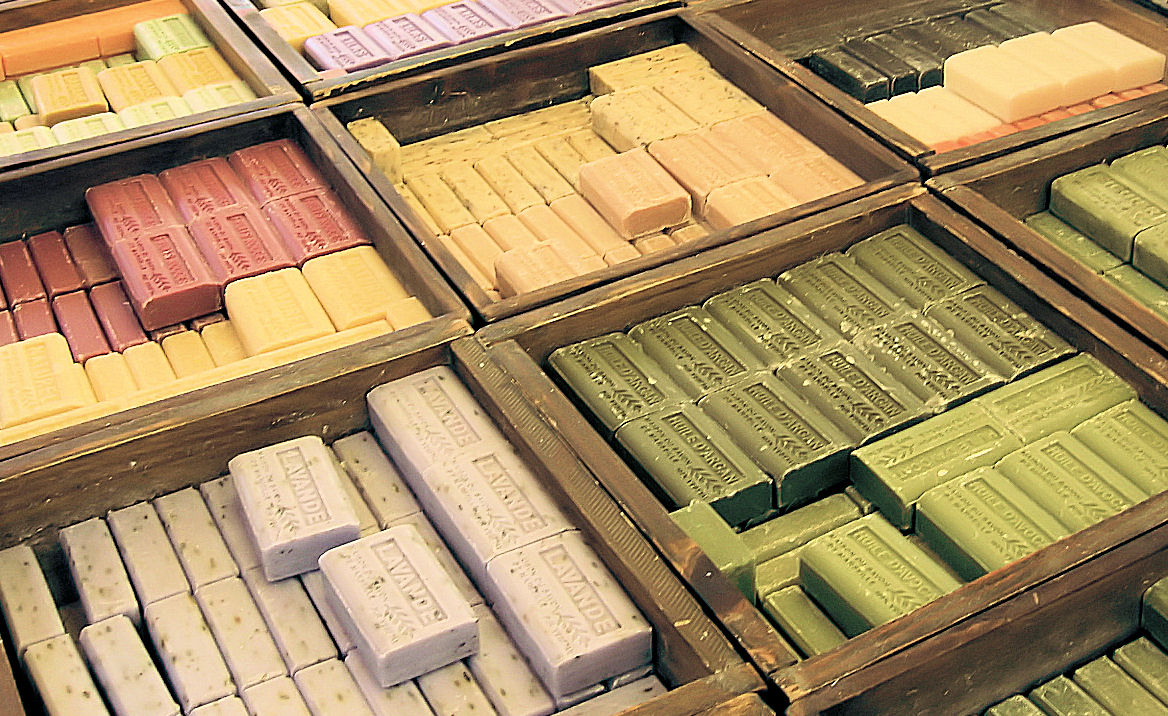
Industriële marseillezepen met verschillende parfums op een Provençaalse markt

De aanduiding marseillezeep is geen Appellation d'Origine Contrôlée. In nieuwere recepten wordt de olijfolie vaak vervangen door andere plantaardige oliën, zoals palmolie en kokosolie, en wordt de zeep soms overvet met arganolie of karitéboter. Kleine blokken zeep in tientallen geuren en kleuren zijn een vertrouwd zicht op Zuid-Franse markten. Er worden daarnaast veel schoonmaak- en hygiëneproducten op de markt gebracht op basis van een soms kleine hoeveelheid marseillezeep.